# اوبرشباخ
اوبرشباخ (به آلمانی: Übersbach) یک منطقهٔ مسکونی در اتریش است که در هارتبرگ فورستنفلد واقع شده‌است. اوبرشباخ ۱۵٫۱۴ کیلومتر مربع مساحت دارد ۲۶۵–۴۰۴ متر بالاتر از سطح دریا واقع شده‌است.